# Burjatija
Burjatija (burjatski: Буряад Улас, ruski: Буря́тия) je republika u Ruskoj Federaciji smještena u Istočnom Sibiru i Zabajkalju.

## Veći gradovi
- Ulan-Ude
- Severobajkalsk
- Gusinoozersk